# Oryx Douala
Oryx Club de Douala ist ein kamerunischer Fußballverein aus der Stadt Douala, der in den 1960er Jahren nationale und internationale Erfolge feierte. Der Verein wurde zur Zeit der französischen Kolonialherrschaft im Jahr 1927 gegründet.

## Geschichte
Oryx Douala wurde 1927 gegründet. Dem Verein gelang 1964 der größte Erfolg, als er die erste Auflage des African Cup of Champions Clubs, der heutigen CAF Champions League, gewannen. Im Finale besiegte er Stade Malien mit 2:1. In der Première Division gelang ihm fünf Meisterschaften und im Cameroonian Cup siegte er viermal. Aktuell ist der Verein nicht mehr in der ersten kamerunischen Liga vertreten.
| Wettbewerb                                                           | Runde         | Gegner                      | Hinspiel | Rückspiel |
| -------------------------------------------------------------------- | ------------- | --------------------------- | -------- | --------- |
| African Cup of Champions Clubs 1964 / Final Turnier in Ghana (Accra) | Halbfinale    | Real Republicans Accra      | 2:1 (A)  |           |
|                                                                      | FINALE        | Stade Malien Bamako         | 2:1 (A)  |           |
| African Cup of Champions Clubs 1966                                  | Halbfinale    | AS Real Bamako              | 2:4 (H)  | 2:3 (A)   |
| African Cup of Champions Clubs 1968                                  | 1. Runde      | Etoile du Congo Brazzaville | 2:1 (A)  | 4:3 (H)   |
|                                                                      | Viertelfinale | TP Englebert Lubumbashi     | 0:3 (A)  | 0:2 (H)   |

|              | Spiele | Siege | Remis | Verl. | Tore  |
| Gesamtbilanz | 8      | 4     | 0     | 4     | 14:18 |
| ------------ | ------ | ----- | ----- | ----- | ----- |

## Erfolge
- Première Division (5): 1961, 1963, 1964, 1965, 1967
- Kamerunischer Fußballpokal (4): 1956, 1963, 1968, 1970
- African Cup of Champions Clubs (1): 1964